# غاريث ماكليري
غاريث جيمس ماكليري (بالإنجليزية: Garath James McCleary)‏ هو لاعب كرة قدم جامايكي ، مواليد 15 مايو 1987م بمدينة أكسفورد في إنجلترا ، يلعب في نادي ريدينغ الإنجليزي، ومثل منتخب جامايكا لكرة القدم في بطولة كوبا أمريكا 2015 التي إقيمت في تشيلي .

## روابط خارجية
- غاريث ماكليري على موقع قاعدة بيانات كرة القدم.إي يو (الإنجليزية)
- غاريث ماكليري على موقع ليكيب (الفرنسية)
- غاريث ماكليري على موقع ناشيونال فوتبول تيمز (الإنجليزية)
- غاريث ماكليري على موقع Soccerbase.com (لاعب) (الإنجليزية)
- غاريث ماكليري على موقع Soccerway.com (الإنجليزية)
- غاريث ماكليري على موقع عالم كرة القدم.نت (الإنجليزية)
- غاريث ماكليري على موقع AS.com (الإسبانية)